# Никола Петрић
Никола Петрић (Чачак, 11. маја 1991) српски је фудбалски голман који тренутно наступа за Ал Букирију.